# Diócesis de Pomesania
La diócesis de Pomesania (en latín: Dioecesis Pomesaniensis, en alemán: Bistum Pomesanien y en polaco: Diecezja pomezańska) fue una circunscripción eclesiástica de la Iglesia católica en Polonia. Fue suprimida de hecho a fines de 1524 por la Reforma protestante, aunque formalmente lo fue el 16 de julio de 1821. Se trataba de una diócesis latina, sufragánea de la arquidiócesis de Riga. Fue restaurada como sede titular en noviembre de 2014 y desde el 13 de diciembre de 2014 su obispo es Adam Wodarczyk.

## Territorio y organización

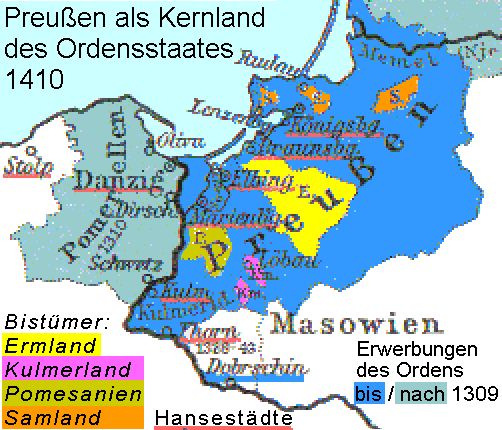
Diócesis de Pomesania en 1410

La diócesis extendía su jurisdicción sobre los fieles católicos de rito latino residentes en las regiones de Pomesania y Pogesania en Prusia Oriental. Los límites de la diócesis se fijaron de la siguiente manera: «está cerrada por el Osa, el Vístula y el lago Drużno, procediendo aguas arriba a lo largo del río Pasłęka de modo que debería incluir las regiones de Kwidzyn y Zantyr».

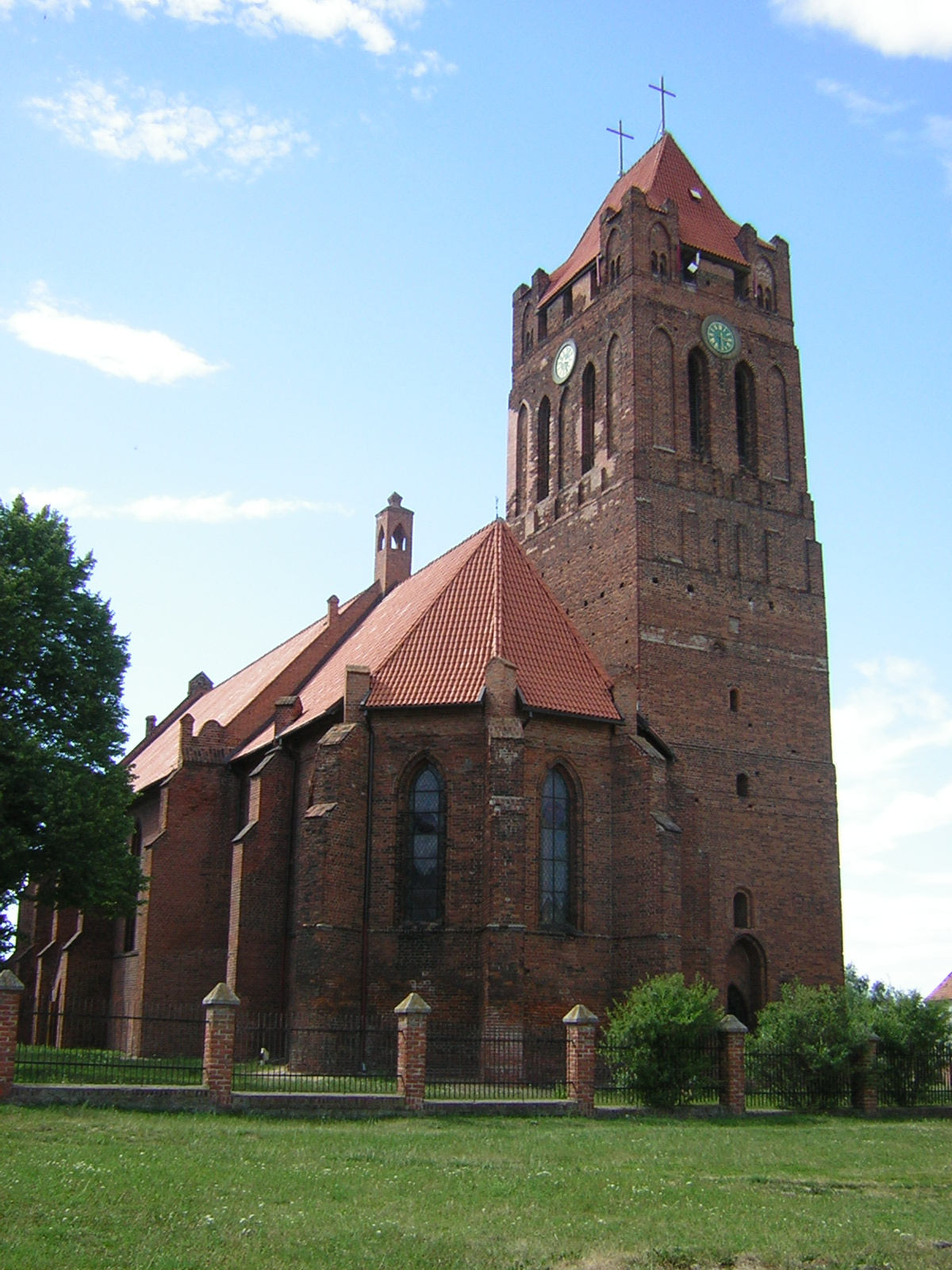
Concatedral de San Adalberto, en Prabuty, fue la catedral de la diócesis después de la Reforma protestante

La sede de la diócesis se encontraba en la ciudad de Kwidzyn, en donde se halla la de San Juan Evangelista, que es actualmente concatedral de la diócesis de Elbląg. Desde la Reforma protestante en la diócesis en 1524, la sede episcopal fue trasladada a la ciudad de Riesenburg (actual Prabuty), en donde se encuentra la antigua Catedral de San Adalberto, que hoy también es concatedral de la diócesis de Elbląg.
El capítulo catedralicio fue establecido por el obispo Albert el 28 de febrero de 1284 y contaba con hasta 11 canónigos. En los siglos XIII y XIV la diócesis comprendía aproximadamente 500 parroquias, que a principios del siglo XV eran 235 agrupadas en 16 decanatos.

## Historia

### Antecedentes

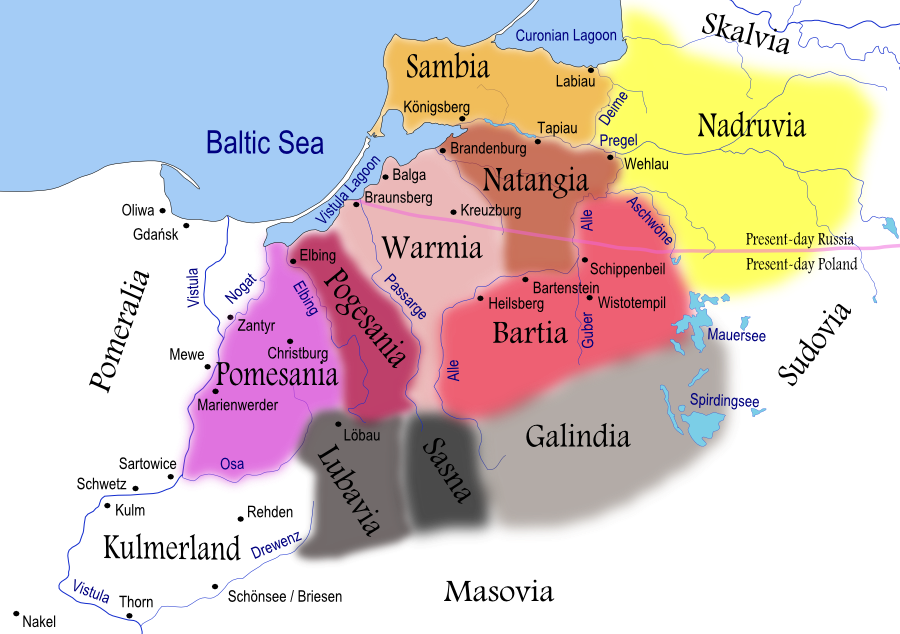
Las subregiones de la región histórico-geográfica de Prusia en el

A petición del duque Conrado I de Mazovia el papa Inocencio III aprobó en 1209 la cruzada contra los prusianos. En 1212 el papa nombró a Christian de Oliva obispo misionero de Prusia. Creó en 1216 con Conrado I de Mazovia la Orden de Dobrin, apodada Caballeros Prusianos de Jesucristo.
La Orden Teutónica fue fundada en 1198. Su primera misión fue ayudar a los peregrinos alemanes en Palestina, al mismo tiempo que se asociaba con las operaciones militares que pudieran llevarse a cabo allí. Bajo el gran maestre Hermann von Salza (1209-1239), la Orden Teutónica estuvo estrechamente vinculada a la Dinastía Hohenstaufen. Las buenas relaciones que mantuvo con el papa y el emperador le permitieron obtener muchos privilegios para la Orden Teutónica. Tras ser expulsado en 1225 por los húngaros que los acusaron de apropiarse de privilegios y tierras en la lucha contra los paganos cumanos, el gran maestre aceptó en 1226 el ofrecimiento de Conrado I de Mazovia de dirigirse a la frontera norte de Mazovia.
El emperador Federico II Hohenstaufen concedió una bula de oro en la dieta de Rímini en marzo de 1226 para confirmar las posesiones de los caballeros teutónicos en Prusia. Fue también confirmado por el Tratado de Kruschwitz con el rey polaco Conrado I de Mazovia en 1230, y luego por la bula Pietati proximum del papa Gregorio IX en 1234.

### Desde la erección de la diócesis
Tras la conquista de las tierras ocupadas por los prusianos por los caballeros de la Orden Teutónica, el legado papal Guillermo de Módena llevó a cabo la organización eclesiástica de los territorios conquistados. La diócesis fue erigida por él el 4 de julio de 1243 mediante el decreto Noverit universitas vestra. La diócesis fue una de las 4 (Kulm, Pomesania, Varmia y Sambia) erigidas por el Guillermo de Módena dentro de los territorios del Estado monástico de los Caballeros Teutónicos. Fueron confirmadas por el papa Inocencio IV mediante los breves His quae per dilectos filios del 29 de julio de 1243 y Iustis petentium desideriis del 8 de octubre de 1243.
El papa envió en 1244 a Albert Suerbeer, exarzobispo de Armagh, y entonces administrador del obispado de Chiemsee (luego obispo de Lübeck en 1247), para supervisar el respeto de esta organización. A título personal, fue nombrado "arzobispo de Prusia, Livonia y Estonia", antes de ser elegido arzobispo de Riga en 1253, por lo que la arquidiócesis de Riga pasó a ser metropolitana de las diócesis recién erigidas. 
Sin embargo, la organización efectiva de la diócesis tuvo lugar sólo entre 1249 y 1250, cuando la mensa episcopal estuvo adecuadamente equipada para su propio sustento. El primer obispo fue el dominico Ernst, que eligió Kwidzyn como sede de la diócesis. La catedral original fue sustituida por un nuevo templo gótico dedicado a la Santísima Virgen María y a san Juan Apóstol y Evangelista en la época del obispo Bertold von Riesenburg en 1343. Los caballeros teutónicos fueron incapaces de controlar Prusia después del Gran Levantamiento Prusiano hasta el final del siglo XIII.
Los obispos de Pomesania con sede en Riesenburg administraron el tercio del territorio diocesano como sus bienes temporales. El capítulo de la catedral de la diócesis se encontraba en la catedral fortificada de Kwidzyn (en alemán Marienwerder). En la década de 1280 la Orden Teutónica logró que todos los canónigos del capítulo fueran miembros de la Orden, ganando así influencia en la diócesis y en las elecciones de obispos por el capítulo de canónigos. Así que la temporalidad del obispo de Pomesania no desarrolló el estatus de obispado principesco y fue gobernado como parte de la Prusia teutónica.
El territorio de la diócesis, que incluía la parte occidental del Estado monástico de los Caballeros Teutónicos, se amplió durante el siglo XIV con porciones de territorio que anteriormente habían pertenecido a las diócesis de Chełmno y Breslavia.

### Reforma protestante
Jorge de Brandeburgo-Ansbach, margrave de Brandenburg-Ansbach, fue el primer príncipe alemán en adoptar la Reforma luterana en 1522. Sólo el capítulo de Pomesania se opuso a la secularización del país y a la Reforma en la diócesis de Pomesania, mientras que el bajo clero aceptó la nueva confesión.
Erhard von Queis fue elegido obispo de Pomesania por el capítulo de la catedral el 10 de septiembre de 1523. Su elección nunca fue confirmada por el papa, ya que Queis profesaba el luteranismo, pero de todos modos se instaló en el castillo de Riesenburg. A finales de 1524 Queis publicó su programa de reforma para la diócesis Themata episcopi Riesenburgensis. En este programa postuló que Cristo instituyó solo dos sacramentos y que las leyes de los mortales en la Iglesia deberían abolirse. Exigió que los servicios religiosos: lectura de las Sagradas Escrituras, sermones, cantos y los sacramentos, debía tener lugar únicamente en la lengua nacional, el alemán, y prohibió el culto a la Eucaristía y la procesión del Corpus Christi. Su decimonovena tesis fue: La Misa diaria es una abominación para Dios: por lo tanto, de ahora en adelante no se celebrará en ninguna iglesia ni en ningún otro lugar. Permitió que se casaran sacerdotes y miembros de órdenes religiosas y ordenó limitar el número de festividades religiosas y administrar bautismos sólo en la iglesia. La parte de la diócesis situada en la Prusia ducal fue administrada por obispos luteranos desde entonces.
El hermano de Jorge de Brandeburgo-Ansbach, Alberto de Brandenburgo-Ansbach era el gran maestre de la Orden Teutónica desde 1511 y se convirtió al luteranismo en 1525. Alberto secularizó los territorios de Prusia bajo dominio de la Orden Teutónica para crear el Ducado de Prusia en 1525, que fue el primer Estado en adoptar la fe luterana, adoptando un nuevo Orden de la Iglesia (Artikel der Ceremonien und anderen kirchenordung) escrita por los obispos Polentz de Sambia y Erhard von Queis de Pomesania, que se habían convertido en luteranos. Queis cedió el poder temporal sobre su obispado al duque de Prusia y solo conservó el señorío de Marienwerder, falleció en 1529.
Después de la secularización del estado teutónico y su propia conversión en 1525, el príncipe prusiano Alberto de Hohenzollern comenzó a propagar el luteranismo. En los años 1542-1543 participó en las visitas a la iglesia acompañado por los obispos Polentz y Speratus de Pomesania.

### Supervivencia de la diócesis católica
En el momento del establecimiento del protestantismo la diócesis de Pomesania estaba dividida entre dos estados. La parte luterana de la diócesis tenía obispos no consagrados y el título episcopal fue abolido en 1587 pasando a existir superintendentes. Una parte de la diócesis estaba situada en el Reino de Polonia y permaneció católica. El Sínodo de Piotrków de 1577 decidió confiar las parroquias que aún existían en esta parte de la diócesis a los obispos de Chełmno: en 1597 había 70 parroquias divididas en 5 decanatos. Este territorio fue anexado definitivamente a la diócesis de Chełmno el 16 de abril de 1601 por el papa Clemente VIII mediante la bula Cum ecclesiae Culmensi, mientras que la parte prusiana continuó bajo administración perpetua de los obispos de Chełmno hasta hasta 1763, cuando el obispo Andrzej Ignacy Baier tuvo que renunciar a la administración tras las protestas del gobierno prusiano. En los documentos oficiales este territorio siempre se indica como "diócesis de Pomesania", cuya sede estaba en Riesenburg (hoy Prabuty). Mediante la bula De salute animarum del 16 de julio de 1821 fue incorporada a la diócesis de Varmia.
Desde noviembre de 2014 la sede de Pomesania figura entre las sedes episcopales titulares de la Iglesia católica. Desde el 13 de diciembre de 2014 el obispo titular es Adam Wodarczyk, obispo auxiliar de la arquidiócesis de Katowice.

## Episcopologio

### Obispos diocesanos
- Ernst, O.P. † (antes del 10 de enero de 1249-1260 falleció)
- Albert, O.F.M. † (antes del 1 de abril de 1261-1285 falleció)
- Heinrich † (1286-1303 falleció)
- Christian † (16 de mayo de 1303-22 de julio de 1306 falleció)
- Lutho von Baldersheim † (3 de diciembre de 1319[nota 3]-28 de agosto de 1321 falleció)
- Rudolf † (5 de marzo de 1322-1332 falleció)
- Bertold von Riesenburg † (1332-circa 28 de noviembre de 1346 falleció)
- Arnold † (4 de junio de 1347'-circa 29 de enero de 1360 falleció)
- Nikolaus von Radam † (20 de abril de 1360-27 de noviembre de 1376 falleció)
- Johann Mönch † (16 de febrero de 1378-7 de marzo de 1409 falleció)
- Johann Rymann † (24 de julio de 1409-4 de septiembre de 1417 falleció)
- Gerhard Stolpmann † (9 de mayo de 1418-22 de julio de 1427 falleció)
- Johann von Heilsberg † (13 de octubre de 1427-18 de julio? de 1440 falleció)
- Kaspar Lincke † (1440-28 de octubre de 1463 falleció)
  - Nikolaus, O.T. † (18 de julio de 1466-? renunció) (obispo electo)
  - Vincenz Kielbasa † (1 de abril de 1467-11 de mayo de 1479 falleció) (administrador apostólico)
- Johann Christian von Lessen † (14 de abril de 1480-10 de abril de 1501 falleció)
- Hiob von Dobeneck, O.T. † (27 de agosto de 1501-25 de mayo de 1521 falleció)
  - Achille Grassi † (9 de agosto de 1521-22 de noviembre de 1523 falleció) (administrador apostólico)
  - cardenal Niccolò Ridolfi † (22 de noviembre de 1523-?) (administrador apostólico)
  - Erhard von Queis † (10 de septiembre de 1523-fines de 1524 (sin confirmación papal por ser luterano, falleció el 10 de septiembre de 1529)

### Obispos titulares
- Adam Wodarczyk, desde el 13 de diciembre de 2014